# 布倫施泰因峰
47°24′25″N 11°17′18″E / 47.40694°N 11.28833°E
布倫施泰因峰（德語：Brunnensteinspitze），是德國的山峰，位於該國南部，由巴伐利亞負責管轄，屬於卡爾文德爾山脈的一部分，海拔高度2,191米，每年平均降雨量1,666毫米。